# Terremoto e maremoto dell'Oceano Indiano del 2004
Il maremoto dell'Oceano Indiano e della placca indo-asiatica del 26 dicembre 2004 è stato uno dei più catastrofici disastri naturali dell'epoca contemporanea e ha causato 230.210 morti. Ha avuto  origine e sviluppo in un arco di tempo di poche ore, interessando una vasta area della Terra: ha riguardato l'intero sud-est dell'Asia, giungendo a lambire le coste dell'Africa orientale, destando per questo, insieme all'ingente numero di vittime, notevole impressione tra i mezzi di comunicazione e in generale nell'opinione pubblica mondiale.
L'evento ha avuto inizio alle ore 07:58:53 UTC+7 (le 00:58:53 UTC) del 26 dicembre 2004 quando un violentissimo terremoto, con una magnitudo di 9,1, colpì l'Oceano Indiano al largo della costa nord-occidentale di Sumatra, in Indonesia. Il sisma, durato 8 minuti, è stato il terzo sisma più violento sulla Terra degli ultimi sessant'anni, dopo il sisma che aveva colpito Valdivia, Cile, il 22 maggio 1960, e quello dell'Alaska del 1964, le cui magnitudo erano state, rispettivamente, di 9.5 e 9.2.
L'evento ha provocato centinaia di migliaia di vittime, sia direttamente, sia attraverso il conseguente maremoto manifestatosi attraverso una serie di onde alte fino a 51 metri, che hanno colpito vaste zone costiere dell'area asiatica tra i quindici minuti e le dieci ore successive al sisma. I maremoti hanno colpito e devastato parti delle regioni costiere dell'Indonesia, dello Sri Lanka, dell'India, della Thailandia, della Birmania, del Bangladesh e delle Maldive, giungendo a colpire le coste della Somalia e del Kenya (ad oltre 4.500 km dall'epicentro del sisma). Si stima che 230.000 persone siano morte per questi eventi, di cui circa il 25% bambini.

## Caratteristiche del terremoto

Animazione dei maremoti nell'Oceano Indiano

La scossa principale, lunga 8 minuti, è stata avvertita da buona parte dei sismografi in attività su tutta la Terra. In un primo momento le era stata assegnata una magnitudo di 6,8, presto corretta a 8,1. Successive e più approfondite analisi hanno corretto  più volte al rialzo questa misura,  portandola in un primo momento a 8,5, poi a 8,9, e infine a 9,0 (un'energia equivalente a circa 52 miliardi di tonnellate di tritolo, cioè 52.000 megatoni). 
Più tardi fu pubblicata una nuova stima della magnitudo momento del sisma, che venne collocata in un valore compreso tra 9,1 e 9,3. Nel 2012 la magnitudo è stata ulteriormente ridefinita dall'USGS in 9,1. Per un confronto, le due bombe atomiche sganciate su Hiroshima e Nagasaki nel corso della seconda guerra mondiale avevano insieme una potenza complessiva di 0,038 megatoni: quindi l'energia sprigionata da questo terremoto è stata un milione e mezzo di volte superiore.
Come ulteriore raffronto, il più violento terremoto mai registrato mediante sismografi è stato il Grande Terremoto Cileno del 1960, al quale fu assegnata una magnitudo pari a 9,5.
L'ipocentro del terremoto è stato localizzato a 3,298°N, 95,779°E, a circa 160 km ad ovest di Sumatra, a una profondità di 30 km sotto il livello del mare, all'interno della cosiddetta cintura di fuoco del Pacifico, una regione geografica di cui è risaputa l'elevata sismicità. Il terremoto è stato talmente violento da poter essere avvertito (a prescindere dalle onde anomale), oltre che in Indonesia, anche in Bangladesh, India, Malaysia, Birmania, Singapore, Thailandia ed addirittura nelle Maldive.

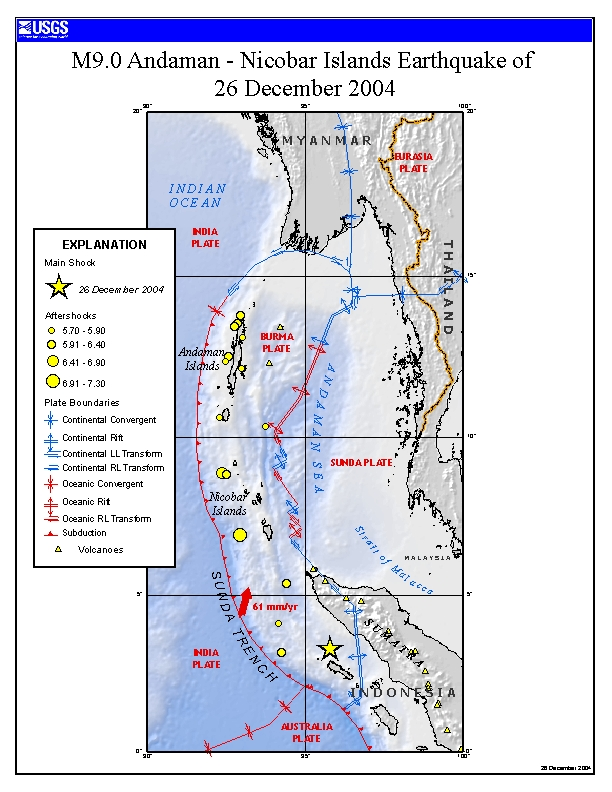
Placche tettoniche presso l'epicentro

Dal punto di vista tettonico, l'area di innesco del sisma sottomarino è caratterizzata dalla placca indiana, che fa parte della più vasta placca indo-australiana, comprendente l'Oceano Indiano ed il golfo del Bengala, che si sposta verso nord-est ad una velocità media di 6 cm annui (5 metri ogni secolo) verso la placca birmana. La placca birmana, di cui fanno parte sia le isole Nicobare sia le isole Andamane e la parte settentrionale di Sumatra, è a sua volta spinta verso ovest dalla placca della Sonda (della quale fa parte la zona meridionale di Sumatra). Sia la placca birmana sia la placca della Sonda fanno parte della placca euroasiatica e le attività tettoniche che risultano dalle loro interazioni e delle relative faglie hanno portato alla creazione della fossa della Sonda e dell'arco della Sonda, la cui orogenesi è ancora attiva.
L'area investita direttamente dal terremoto è stata insolitamente ampia: si è stimato che, su circa 1.200 km di faglia, la placca indo-asiatica si sia incuneata sotto quella birmana, provocando l'innalzamento verticale del fondo oceanico dalla parte della placca birmana di circa 10 m e creando così le condizioni ideali per generare delle grandi onde anomale che, viaggiando a circa 800 km/h, hanno raggiunto in poco tempo le coste di buona parte dell'Oceano Indiano trasformandosi in enormi maremoti .

### Scosse di assestamento ed altri terremoti
Nelle ore e nei giorni seguenti numerose scosse di assestamento di magnitudo tra 5,7 e 6,3 sono state registrate al largo delle isole Andamane ed al largo delle Nicobare, dove sono stati anche registrati eventi sismici di grandezza pari a 7,1 e 6,6, che raramente vengono considerate come semplici scosse di assestamento. Altre scosse tra 5,0 e 6,3 sono avvenute nei dintorni dell'ipocentro del terremoto iniziale.
Il terremoto è avvenuto soltanto tre giorni dopo che un violento terremoto (magnitudo 8,1) aveva colpito una zona completamente disabitata ad ovest della Nuova Zelanda, a sud della Tasmania ed a nord dell'isola Macquarie (appartenente all'Australia). Dato che annualmente si verifica mediamente soltanto un terremoto di grandezza pari o maggiore ad 8,0, questo evento è statisticamente piuttosto raro; alcuni sismologi hanno speculato circa una possibile connessione tra i due terremoti, affermando che il precedente abbia potuto essere stato un possibile catalizzatore del successivo, anche perché i due terremoti sono avvenuti giusto sui due lati opposti della grande placca indo-australiana. Tra le varie ipotesi circolate vi è anche quella di una possibile reazione a catena tra placche vicine, dopo che lo stesso 26 dicembre una serie di scosse aveva colpito la provincia cinese dello Yunnan, raggiungendo magnitudo 5,0, uccidendo una persona e ferendone ventitré. Per coincidenza, il terremoto è avvenuto esattamente (a meno di un'ora) ad un anno di distanza dal terremoto di magnitudo 6,6 che ha colpito la città di Bam in Iran il 26 dicembre del 2003, causando la morte di circa 30.000 persone.

#### Lista degli eventi sismici
Nella tabella seguente sono riportati i principali eventi sismici registrati nell'Oceano Indiano nell'area compresa tra il Golfo del Bengala e l'isola di Sumatra a partire dal 26 dicembre 2004. Sono elencate le scosse telluriche di grandezza maggiore a 5,0 sulla scala Richter del giorno 26 dicembre, e quelle di grandezza maggiore a 6,0 a partire dal 27 dicembre.
| Grandezza | Data       | Orario (UTC) | Latitudine | Longitudine | Profondità (in km) | Regione                                         |
| --------- | ---------- | ------------ | ---------- | ----------- | ------------------ | ----------------------------------------------- |
| 9,3       | 26/12/2004 | 00:58:53     | 3.298°N    | 95.779°E    | 30                 | al largo della costa nordoccidentale di Sumatra |
| 6,2       | 26/12/2004 | 01:21:21     | 6.392°N    | 93.389°E    | 30                 | isole Nicobare                                  |
| 5,8       | 26/12/2004 | 01:48:49     | 5.408°N    | 94.459°E    | 32,7               | Nordsumatra, Indonesia                          |
| 5,7       | 26/12/2004 | 02:15:55     | 12.339°N   | 92.536°E    | 7,9                | isole Andamane                                  |
| 5,9       | 26/12/2004 | 02:22:03     | 8.830°N    | 92.544°E    | 28,0               | isole Andamane                                  |
| 5,7       | 26/12/2004 | 02:34:52     | 4.007°N    | 94.148°E    | 30                 | al largo della costa nordoccidentale di Sumatra |
| 5,9       | 26/12/2004 | 02:36:09     | 12.179°N   | 92.955°E    | 32,2               | isole Andamane                                  |
| 6,0       | 26/12/2004 | 02:52:01     | 12.479°N   | 92.566°E    | 30                 | isole Andamane                                  |
| 5,8       | 26/12/2004 | 02:59:14     | 3.202°N    | 94.343°E    | 30                 | al largo della costa nordoccidentale di Sumatra |
| 5,9       | 26/12/2004 | 03:08:44     | 13.745°N   | 93.075°E    | 30                 | isole Andamane                                  |
| 5,9       | 26/12/2004 | 03:08:44     | 13.745°N   | 93.075°E    | 30                 | isole Nicobare                                  |
| 5,8       | 26/12/2004 | 03:17:52     | 7.158°N    | 92.854°E    | 30                 | isole Nicobare                                  |
| 5,4       | 26/12/2004 | 04:10:12     | 5.487°N    | 92.921°E    | 34,7               | al largo della costa nordoccidentale di Sumatra |
| 7,1       | 26/12/2004 | 04:21:29     | 6.893°N    | 92.901°E    | 36,9               | isole Nicobare                                  |
| 5,5       | 26/12/2004 | 06:22:02     | 10.667°N   | 92.332°E    | 38,9               | isole Andamane                                  |
| 5,6       | 26/12/2004 | 07:07:12     | 10.367°N   | 93.734°E    | 30                 | isole Andamane                                  |
| 5,8       | 26/12/2004 | 07:38:27     | 13.172°N   | 93.009°E    | 30                 | isole Andamane                                  |
| 6,6       | 26/12/2004 | 09:20:01     | 8.911°N    | 92.346°E    | 10,3               | isole Nicobare                                  |
| 5,5       | 26/12/2004 | 10:18:13     | 8.967°N    | 93.772°E    | 14,4               | isole Nicobare                                  |
| 6,3       | 26/12/2004 | 10:19:28     | 13.470°N   | 92.779°E    | 5,9                | isole Andamane                                  |
| 6,2       | 26/12/2004 | 11:05:01     | 13.542°N   | 92.877°E    | 10                 | isole Andamane                                  |
| 5,4       | 26/12/2004 | 12:09:41     | 12.21°N    | 92.62°E     | 10                 | isole Andamane                                  |
| 5,5       | 26/12/2004 | 12:11:58     | 11.59°N    | 92.45°E     | 10                 | isole Andamane                                  |
| 5,9       | 26/12/2004 | 13:56:40     | 2.79°N     | 94.46°E     | 10                 | al largo della costa nordoccidentale di Sumatra |
| 5,8       | 26/12/2004 | 14:48:44     | 13.60°N    | 92.87°E     | 10                 | isole Andamane                                  |
| 6,1       | 26/12/2004 | 15:06:35     | 3.70°N     | 94.02°E     | 10                 | al largo della costa nordoccidentale di Sumatra |
| 5,5       | 26/12/2004 | 15:12:22     | 6.70°N     | 93.02°E     | 10                 | isole Nicobare                                  |
| 5,5       | 26/12/2004 | 19:03:49     | 4.07°N     | 94.20°E     | 10                 | al largo della costa nordoccidentale di Sumatra |
| 6,2       | 26/12/2004 | 19:19:56     | 2.77°N     | 94.16°E     | 10                 | al largo della costa nordoccidentale di Sumatra |
| 6,0       | 27/12/2004 | 00:32:16     | 5.50°N     | 94.46°E     | 10                 | Nordsumatra                                     |
| 6,1       | 27/12/2004 | 00:49:28     | 12.98°N    | 92.45°E     | 10                 | isole Andamane                                  |
| 6,1       | 27/12/2004 | 09:39:06     | 05.38°N    | 94.71°E     | 35                 | Nordsumatra                                     |
| 6,1       | 29/12/2004 | 01:50:55     | 9.076°N    | 93.795°E    | 24,9               | isole Nicobare                                  |
| 6,2       | 29/12/2004 | 05:56:50     | 8.781°N    | 93.218°E    | 30                 | isole Nicobare                                  |
| 6,3       | 31/12/2004 | 02:24:01     | 7,129°N    | 92,564°E    | 11,9               | isole Nicobare                                  |
| 6,1       | 31/12/2004 | 12:04:57     | 6,217°N    | 92,913°E    | 4,6                | isole Nicobare                                  |
| 6,5       | 01/01/2005 | 06:25:45     | 5,045°N    | 92,259°E    | 10,0               | al largo della costa nordoccidentale di Sumatra |

### Potenza ed effetti secondari

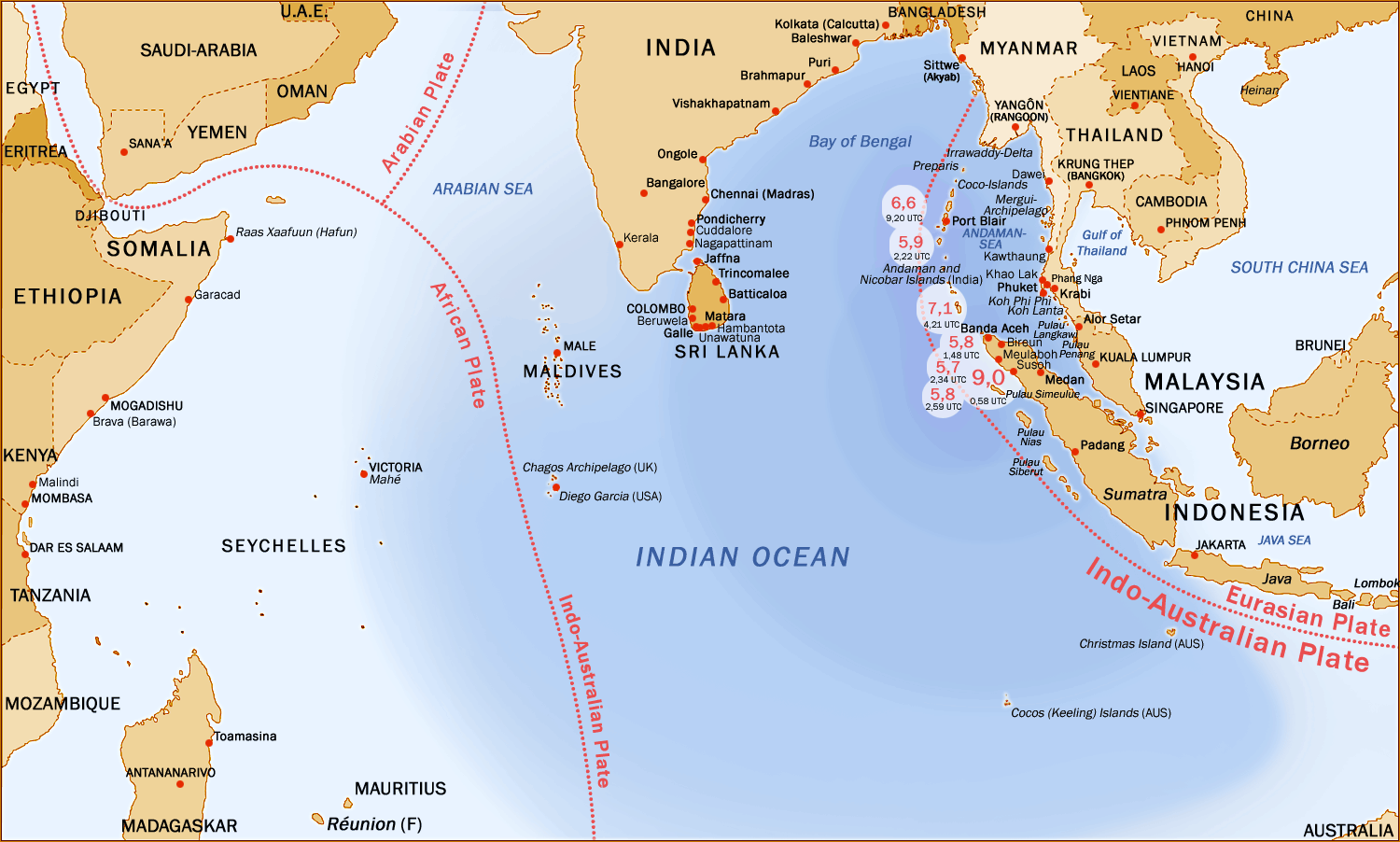
Nell'immagine si possono vedere le diverse placche tettoniche e l'intensità delle scosse

Stando ai dati sperimentali, l'evento sismico scatenante risulta essere il terzo terremoto più potente al mondo nella storia della sismologia (cioè da quando si possono misurare i terremoti con rigorosi metodi scientifici).
L'energia totale rilasciata da un terremoto di magnitudo pari a 9,0 è maggiore dell'energia consumata negli Stati Uniti d'America in un mese o dell'energia rilasciata dai venti di un uragano particolarmente violento in un periodo di settanta giorni.
Si stima che il momento inerziale della Terra sia diminuito e, dato che il momento angolare si è in ogni caso conservato, questo dovrebbe aver generato un aumento della velocità angolare della rotazione terrestre. In altre parole, il terremoto potrebbe aver leggermente diminuito la durata di un giorno di circa 3 µs. In ogni caso, per via degli effetti dovuti alle azioni tra la Terra e la Luna, la lunghezza di una giornata aumenta ogni anno di circa 15 µs, il che implica che la presunta velocizzazione rotazionale dovuta al terremoto verrà velocemente azzerata. Similmente, l'enorme rilascio di energia e il grande spostamento di masse potrebbero anche aver causato un leggero spostamento dell'asse di rotazione terrestre tra i 2 ed i 6 cm; questo spostamento è comunque piuttosto piccolo, e praticamente non significativo se comparato alla naturale nutazione dell'asse di 15 metri annui.
Alcuni scienziati hanno anche ipotizzato, sulla base di alcuni modelli sismici, che le piccole isole a sudovest di Sumatra potrebbero essersi spostate di circa 30 m, mentre la punta nord dell'isola si sarebbe addirittura spostata di circa 36 m. Queste ipotesi devono ancora essere scientificamente provate tramite opportune rilevazioni in loco che utilizzino in modo incrociato i dati di GPS, immagini satellitari e delle tradizionali tecniche di rilevazione geofisica.
Questo è stato il secondo terremoto più potente nella storia moderna, dopo il grande terremoto cileno del 1960, sufficientemente potente da poter innescare le cosiddette oscillazioni libere della Terra e permetterne la loro misurazione con strumenti scientifici. Le oscillazioni libere della Terra erano state previste teoricamente, ma non era mai stato possibile studiarle direttamente prima del 1960, in quanto per poterle innescare è necessario un terremoto talmente potente da far risuonare l'intero pianeta, facendolo letteralmente vibrare e pulsare come una campana.

## Danni e vittime

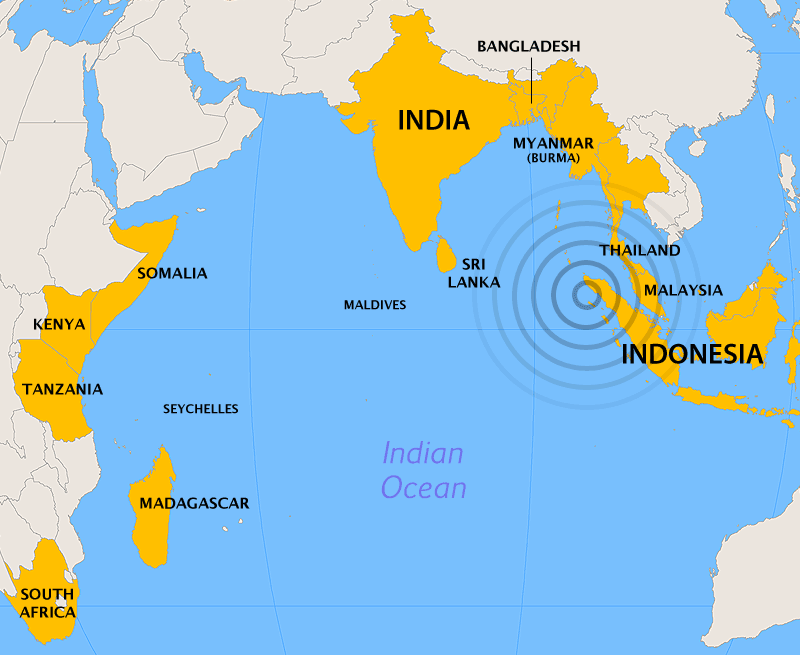
Paesi direttamente colpiti dal terremoto e dal conseguente maremoto dell'Oceano Indiano

Il terremoto ha scatenato delle grandi onde anomale che hanno colpito sotto forma di immensi maremoti (con un impressionante picco massimo di 51 metri, registrato a Lhoknga, in Indonesia) le coste dell'oceano Indiano (sono anche state registrate lievi fluttuazioni di livello nell'oceano Pacifico). Il numero totale di vittime accertate causate da questa serie di cataclismi è di circa 226.000 esseri umani, ma decine di migliaia di persone sono state date per disperse, mentre fra i tre ed i cinque milioni sarebbero gli sfollati.
A fronte di stime iniziali molto più conservative, il responsabile delle operazioni di soccorso dell'Unione europea, Guido Bertolaso, aveva fin dalle prime ore affermato che i morti avrebbero potuto essere alla fine ben più di 100.000, mentre in seguito sono circolate stime che pongono tra i 150.000 ed i 400.000 il numero dei morti per conseguenza diretta del terremoto e del conseguente maremoto soltanto in Indonesia. Secondo le organizzazioni umanitarie, circa un terzo delle vittime potrebbe essere costituito da bambini, specie in considerazione del fatto che fra le popolazioni delle regioni interessate dalla sciagura vi è un'alta proporzione di minori che hanno potuto opporre una minore resistenza alla forza straripante delle acque.
Oltre alle popolazioni residenti, vi sono state tra le vittime molti turisti stranieri che si trovavano in quelle zone nel pieno delle vacanze di Natale. Ad esempio, è notevole il fatto che questo singolo evento abbia causato quasi lo stesso numero di vittime di nazionalità svedese (543, delle quali 542 nella sola località thailandese di Khao Lak) di quante non ne avesse causate l'intera Seconda guerra mondiale (circa 600); la causa è da ricercare nel fatto che la Thailandia è ormai la meta tradizionale del turismo invernale svedese della terza età.
Il mancato avvertimento dell'imminente arrivo dell'onda mortale, soprattutto in India e Sri Lanka, ha provocato in queste regioni 55.000 morti. Se le popolazioni costiere fossero state avvertite da messaggi televisivi, o tramite i cellulari, o da veicoli muniti di altoparlanti, sarebbe bastato uno spostamento di cinquecento metri verso l'interno, o su alture vicine, per non cadere vittime del maremoto. L'onda ha impiegato circa tre ore ad attraversare il Golfo del Bengala prima di infrangersi violentemente contro le coste indiane e singalesi.
I maremoti sono piuttosto frequenti nell'oceano Pacifico, dove le popolazioni ed i governi sono più preparati a questo fenomeno e dove sono in funzione degli evoluti sistemi di allerta. Nell'oceano Indiano l'ultimo maremoto paragonabile a questo avvenne nel 1883, a seguito dell'eruzione e della conseguente esplosione del Krakatoa. Il numero elevato di vittime di questo maremoto potrebbe essere anche dovuto al fatto che i paesi colpiti erano del tutto impreparati all'evento e che le popolazioni stesse non si sono rese conto e non hanno compreso i segnali che avrebbero potuto far riconoscere loro l'arrivo di un maremoto.
Lo stato di emergenza venne dichiarato nello Sri Lanka, in Indonesia e nelle Maldive. Le Nazioni Unite hanno dichiarato che le operazioni umanitarie effettuate a seguito del cataclisma sono state le più costose della storia. I governi e le ONG avevano lanciato l'allarme sul fatto che il numero di vittime finale sarebbe potuto aumentare a causa di eventuali epidemie.
Alcuni storici hanno ipotizzato che questo potrebbe essere il più costoso maremoto in termini di vite umane a memoria d'uomo.
I fusi orari delle zone colpite dal cataclisma sono i seguenti: UTC+3: (Kenya, Somalia); UTC+4: (Mauritius, Réunion, Seychelles); UTC+5: (Maldive); UTC+5:30: (India); UTC+6: (Bangladesh, Sri Lanka); UTC+6:30: (Isole Cocos, Birmania); UTC+7: (Indonesia (ovest), Thailandia); UTC+8: (Malesia, Singapore). Dato che il terremoto ha colpito alle 00:58:53 UTC, bisogna considerare i fusi orari precedentemente introdotti per ottenere gli orari locali a cui si sono svolti i vari avvenimenti. Una lista di fusi orari si può trovare in neic.usgs.gov.

### Le vittime
| \| Paese \| Morti \| Morti \| Feriti \| Dispersi \| Sfollati \| \| Paese \| Confermati \| Stimati \| Feriti \| Dispersi \| Sfollati \| \| ---------- \| -------------- \| ------------- \| ----------- \| ---------- \| --------------------- \| \| Indonesia \| * ~173.982[18] \| 228.429[19] \| 230.000+? \| 1.240[20] \| Centinaia di migliaia \| \| Sri Lanka \| ** 41.008[21] \| Fino a 50.000 \| 8.200+[22] \| 4.000+[22] \| circa 1.500.000[22] \| \| India \| 10.744 \| 15.000 \| — \| 10.000[23] \| 100.000 \| \| Thailandia \| 5.305[24] \| 6.800[25] \| 9.810 \| 6.475[24] \| 29.000+ \| \| Somalia \| 298[26] \| — \| — \| — \| — \| \| Birmania \| 90[27] \| — \| 45[28] \| 14 \| 788 \| \| Maldive \| 82[29] \| 108[30] \| — \| 30[29] \| 8.352[29] \| \| Malaysia \| 74[31] \| — \| 183 \| 6 \| 5.000 \| \| Tanzania \| 10[32] \| — \| — \| — \| — \| \| Seychelles \| 10[33] \| — \| — \| 7 \| — \| \| Bangladesh \| 2 \| — \| — \| — \| — \| \| Kenya \| 2 \| — \| — \| — \| — \| \| Sudafrica \| 2[33] \| — \| — \| — \| — \| \| Madagascar \| 0 \| — \| — \| — \| >1.000[34] \| \| Totale \| ~231.594+ \| 300.329+ \| 510.000[35] \| 22.000+ \| 3-5 milioni[36] \| |            |               |           |          |                       |
| Nota: tutte le cifre sono approssimate e soggette a modifiche ed aggiornamenti continui. |            |               |           |          |                       |
| * Le autorità indonesiane hanno confermato ufficialmente di aver smesso di contare le vittime per via del caos in cui versano le aree colpite. Le stime attuali su quanti siano i morti per conseguenza diretta del terremoto e del conseguente tsunami in Indonesia variano tra i 150.000 ed i 400.000. |            |               |           |          |                       |
| ** Incluse 14.000 vittime nelle regioni controllate dai ribelli delle Tigri Tamil. |            |               |           |          |                       |
| Paese | Morti      | Morti         | Feriti    | Dispersi | Sfollati              |
| Paese | Confermati | Stimati       | Feriti    | Dispersi | Sfollati              |
| Indonesia | * ~173.982 | 228.429       | 230.000+? | 1.240    | Centinaia di migliaia |
| Sri Lanka | ** 41.008  | Fino a 50.000 | 8.200+    | 4.000+   | circa 1.500.000       |
| India | 10.744     | 15.000        | —         | 10.000   | 100.000               |
| Thailandia | 5.305      | 6.800         | 9.810     | 6.475    | 29.000+               |
| Somalia | 298        | —             | —         | —        | —                     |
| Birmania | 90         | —             | 45        | 14       | 788                   |
| Maldive | 82         | 108           | —         | 30       | 8.352                 |
| Malaysia | 74         | —             | 183       | 6        | 5.000                 |
| Tanzania | 10         | —             | —         | —        | —                     |
| Seychelles | 10         | —             | —         | 7        | —                     |
| Bangladesh | 2          | —             | —         | —        | —                     |
| Kenya | 2          | —             | —         | —        | —                     |
| Sudafrica | 2          | —             | —         | —        | —                     |
| Madagascar | 0          | —             | —         | —        | >1.000                |
| Totale | ~231.594+  | 300.329+      | 510.000   | 22.000+  | 3-5 milioni           |

India, Indonesia, e Sri Lanka hanno sofferto il maggior numero di vittime dal disastro naturale.

## Aiuti umanitari

### Contributi pubblici
Data la dimensione del disastro naturale l'ONU fece appello ai Paesi membri; dopo un'iniziale lentezza i governi dei principali Stati hanno provveduto a effettuare ingenti stanziamenti per l'emergenza. Allo stato attuale l'ONU stima che tra aiuti pubblici e privati siano stati raccolti quasi 2,6 miliardi di dollari statunitensi.
Non sono mancati anche eventi di beneficenza, come concerti, manifestazioni sportive e similari, al fine di raccogliere fondi: si cita per esempio l'incontro di rugby IRB Rugby Aid Match tra giocatori contrapposti dei due Emisferi, che si tenne a Londra nel marzo 2005.
La seguente tabella è una lista parziale dei principali aiuti stanziati da governi, privati e associazioni non governative suddivisi per nazione di appartenenza. La tabella è stata ricavata dai dati ONU, BBC e da altre fonti:
| Nazione               | Governo                                                                                              | ONG & Privati                                            | Totale             |
| --------------------- | --- | -------------------------------------------------------- | ------------------ |
| Australia             | $67,45M (USD 52,6M)                                                                                  | $63M (USD 49,1M)                                         | USD 101,7M         |
| Canada                | CAD 58M (USD 48M), più moratoria sui debiti, più donazioni da parte di privati che ammontano a circa | CAD 36,3M (USD 30M)                                      | USD 78M            |
| Cina                  | CNY 522M (USD 63M)                                                                                   | ?                                                        | >USD 63M           |
| Danimarca             | DKK 300M (USD 54,95M)                                                                                | USD 7,5M                                                 | USD 62,5M          |
| Unione europea        | €33M (USD 44M)                                                                                       | n/a                                                      | USD 44M            |
| Finlandia             | €50M (USD 65,3M)                                                                                     | €17M (USD 22,2M) donati alla Croce Rossa della Finlandia | USD 87,5M          |
| Francia               | €42M (USD 57M)                                                                                       | ?                                                        | >USD 57M           |
| Germania              | €20M (USD 26M)                                                                                       | ?                                                        | >USD 26M           |
| Hong Kong             | HKD 50M (USD 6,41M)                                                                                  | HKD 240M (USD 30,77M)                                    | USD 37,18M         |
| Irlanda               | €12M (USD 16M)                                                                                       | Più di €3,8M                                             | >USD 21,5M         |
| Italia                | € 70M (USD 95M) elevati a 113M                                                                       | € 42M donazioni tramite SMS                              | USD 225M           |
| Giappone              | € 375M (USD 500M)                                                                                    | ?                                                        | >USD 500M          |
| Kuwait                | USD 100M                                                                                             | ?                                                        | >USD 100M          |
| Norvegia              | NOK 1,1G (USD 175,3M)                                                                                | ?                                                        | >USD 175,3M        |
| Paesi Bassi           | € 27M (USD 36M)                                                                                      | ?                                                        | >USD 36M           |
| Portogallo            | € 8M (USD 10,9M)                                                                                     | ?                                                        | >USD 10,9M         |
| Qatar                 | USD 10M                                                                                              | ?                                                        | >USD 10M           |
| Spagna                | €51M (USD 69M)                                                                                       | ?                                                        | >USD 69M           |
| Arabia Saudita        | €7,5M (USD 10M)                                                                                      | ?                                                        | >USD 10M           |
| Singapore             | SGD 6M (USD 3,6M)                                                                                    | ?                                                        | >USD 3,6M          |
| Svezia                | SEK 500M (USD 75M)                                                                                   | SEK 333M (USD 50M)                                       | USD 125M           |
| Svizzera              | CHF 27M (USD 238M)                                                                                   | CHF 114M (USD 99M)                                       | USD 122,8M         |
| Taiwan                | USD 5,1M                                                                                             | ?                                                        | >USD 5,1M          |
| Emirati Arabi Uniti   | USD 2,0M                                                                                             | ?                                                        | >USD 2M            |
| Regno Unito           | £50M (USD 96M)                                                                                       | £52,7M (USD 101M)                                        | USD 197M           |
| Stati Uniti d'America | USD 350M                                                                                             | USD 80M da società + 44M da privati                      | USD 474M           |
| Banca Mondiale        | USD 250M                                                                                             | n/a                                                      | USD 250M           |
| TOTALE                | USD 2.022.860.000                                                                                    | >USD 563.370.000                                         | >USD 2.586.230.000 |